# Llyn Teyrn
Llyn Teyrn är en sjö i Storbritannien.   Den ligger i kommunen Gwynedd och riksdelen Wales, i den södra delen av landet, 300 km nordväst om huvudstaden London. Llyn Teyrn ligger 380 meter över havet.Trakten runt Llyn Teyrn består i huvudsak av gräsmarker.